# The Beast in the East
The Beast in the East — сольный DVD/VHS музыканта Пола Ди’Анно, выпущенный в 2003 году лейблом Metal Mind Productions. Запись концертного выступления была произведена 10 апреля 2003 года в Кракове. Из представленного материала имеются как сольные композиции Пола Ди’Анно, так и композиции из репертуара группы Iron Maiden. В качестве бонусного материала на диске представлена видеосекция, содержащая любительские съёмки концертных выступлений Пола Ди’Анно в варшавском клубе Proxima от 9 апреля 2003 года, а также февральские выступления от 2002 года в различных норвежских клубах.
DVD имеет раздел Bonus Audio Tracks, который содержит три композиции (см. ниже). Раздел Extra содержит интервью, биографию, дискографию, фотогалерею и интернет-ссылки.

## Критика
Российский журнал Dark City, поставив релизу 4 балла из 5, отметил мощнейшую энергетику концертного выступления, а в качестве музыкального наполнения заводной классический хэви, которые заставят вас целый час угорать по полной программе. Сам же релиз имеет звуковую дорожку DD 5.1 и сделан по технологии DVD-9. Однако звук, отмеченный как очень хороший, тем не менее, по мнению журнала, не использует все возможности пятиканального звука, в основном используя стереоколонки. Изображение релиза часто демонстрирует элементы пережатости, при том, что съёмки и свет были отмечены как достойные похвалы.

## Сет-лист концерта
1. Transilvania
2. Wrathchild
3. Marshall Lokjaw
4. The Beast Arises
5. Murder In The Rue Morgue
6. Faith Healer
7. Killers
8. Dream Keeper
9. Remember Tomorrow
10. Impaler
11. Phantom Of The Opera
12. Genghis Khan
13. Running Free

### Бонус-видео
9 апреля 2003 года, клуб Proxima, Варшава 
1. Marshall Lokjaw
2. The Beast Arises
3. Murder In The Rue Morgue
4. Killers
5. Remember Tomorrow

февраль 2002 года, Норвегия 
1. Transilvania
2. Wrathchild
3. The Beast Arises
4. Sanctuary
5. Phantom Of The Opera
6. Running Free
7. Iron Maiden

### Бонус-аудио
1. Only in My Dreams
2. Only You That This Love Needs
3. Searching for You